# Johnson-Kriterium
Johnson‑Kriterien sind empirisch ermittelte Schwellenwerte zur Abschätzung der Bildauflösung, die erforderlich ist, damit menschliche Beobachter bestimmte visuelle Aufgaben erfüllen können. Sie werden vor allem in der Analyse von Nachtsicht und Wärmebildkameras eingesetzt.

## Geschichte
Die Kriterien wurden in den Jahren 1957–1958 vom US Army Wissenschaftler John W. Johnson (Night Vision & Electronic Sensors Directorate, NVESD) entwickelt. Johnson arbeitete mit Freiwilligen und Bildverstärkern, um die Auflösungsgrenzen für Detektion, Orientierung, Erkennung und Identifikation von Maßstabsmodellen zu ermitteln. Seine Ergebnisse stellte er 1958 auf dem „Night Vision Image Intensifier Symposium“ im Paper „Analysis of Image Forming Systems“ vor.

## Kriteriensätze
Johnson definierte vier Aufgabenstufen (bei ca. 50 % Erfolgswahrscheinlichkeit):
- Detektion (Erkennen der Objektpräsenz): ca. 1,0 ± 0,25 Linienpaare
- Orientierung (z. B. horizontal/vertikal, symmetrisch/asymmetrisch): ca. 1,4 ± 0,35 lp
- Erkennung (Allgemeinklasse, z. B. Person vs. Fahrzeug): ca. 4,0 ± 0,8 lp
- Identifikation (spezifisches Objekt): ca. 6,4 ± 1,5 lp

Ein Linienpaar entspricht etwa zwei Bildpunkten (Pixeln) auf dem Zielobjekt.
In modernen Anwendungen – insbesondere bei Wärmebildkameras – wird häufig das DRI Modell verwendet (englisch Detection, Recognition, Identification, auf Deutsch: Detektion, Erkennung, Identifikation) mit vereinfachten Schwellenwerten von etwa 1–3–6 Linienzyklen für eine Erfolgswahrscheinlichkeit von etwa 50 %.

## Funktion / Bedeutung
Das Johnson Kriterium verknüpft technische Kenngrößen eines Sensors (z. B. Pixelgröße, Objektivbrennweite, Zielgröße) mit der wahrgenommenen Task Erfüllung durch Beobachter. Die erforderlichen Linienzyklen {\displaystyle N} auf dem Ziel berechnen sich einfach aus:
{\displaystyle N={\frac {f\cdot h_{o}}{p\cdot R}}}
mit {\displaystyle f}: Brennweite, {\displaystyle h_{o}}: Zielgröße, {\displaystyle p}: Pixelpitch, {\displaystyle R}: Entfernung. Umgekehrt lässt sich daraus die Reichweite für eine bestimmte Aufgabe abschätzen.
Beispielsweise ergibt sich bei idealen Bedingungen für einen 1,8 m Mensch:
- Detektion: bis zu mehreren Kilometern
- Erkennung: ca. 667 m
- Identifikation: ca. 333 m

### DRI-Abstände
Aus dem Johnson Kriterium wurden die sogenannten DRI-Abstände (Detection, Recognition, Identification) abgeleitet, die bis heute in technischen Datenblättern von Wärmebild und Nachtsichtkameras verwendet werden. Sie geben an, in welcher Entfernung ein Standardziel (z. B. 1,8 m hohe Person oder 2,3 × 2,3 m Fahrzeug) mit 50 % Wahrscheinlichkeit detektiert, erkannt oder identifiziert werden kann. Diese Werte werden häufig unter idealisierten Bedingungen angegeben, wobei atmosphärische Effekte, Wetter und Hintergrundkontrast in der Praxis die Reichweite erheblich reduzieren.

## Rezeption
Johnson’s Kriterien bilden weltweit einen Standard für die Bewertung und Spezifikation sicherheitstechnischer und militärischer Sensoren. Sie fanden Eingang in den NATO STANAG 4347 Standard zur DRI Bewertung von Wärmebildsystemen.
Kritische Einschränkungen:
- Die Daten stammen aus idealisierten Versuchsumgebungen ohne Umweltfaktoren wie Nebel, Dunst oder Bodenstruktur.[2]
- Variabilität zwischen Beobachtern (z. B. Schulung, Aufmerksamkeit, Ermüdung) wird nicht berücksichtigt.[4]
- Moderne Sensoren mit Bildverarbeitung, höherer Pixeldichte und Signal Rausch Optimierung weichen von den ursprünglichen Anforderungen deutlich ab. Daher entstanden Erweiterungen wie das NV IPM oder TTPM Modell sowie das ACQUIRE Verfahren der US‑Army.[2]